# Claudine Komgang
Claudine Komgang, född 21 april 1974, är en friidrottare från Kamerun. Hon deltog vid olympiska sommarspelen 2000.